# Četež pri Strugah
Četež pri Strugah – wieś w Słowenii, w gminie Dobrepolje. W 2018 roku liczyła 64 mieszkańców.